# 2+2+2
2+2+2 bezeichnet ein Mehrkanal-Tonsystem mit 6 Kanälen für Aufnahme und Wiedergabe. Es zeichnet sich durch vollen dreidimensionalen Raumklang – außer rechts-links und vorne-hinten können auch oben-unten herausgehört werden – und eine unabhängige Hörposition aus.
Alle 6 Kanäle werden voneinander getrennt aufgezeichnet. Für die Wiedergabe im 2+2+2-Verfahren wird ein DVD-Audio-Spieler mit sechs unabhängigen Ausgängen sowie ein entsprechender Verstärker benötigt. Vier Lautsprecher werden vor und zwei hinter dem Hörplatz positioniert, je drei links und rechts. Die Hauptlautsprecher stehen vorne links und rechts im Abstand x. Senkrecht oberhalb sind in einer Höhe ½x die oberen Frontlautsprecher positioniert. Die hinteren Lautsprecher sind links und rechts in mittlerer Höhe angeordnet. Alle 6 Lautsprecher haben den gleichen Abstand zum Hörplatz und den gleichen Lautstärkepegel.
2+2+2-Aufnahmen können auf Stereo- oder 5.1-Anlagen herkömmlich wiedergegeben werden.
Das deutsche Klassik-Plattenlabel MDG (Musikproduktion Dabringhaus & Grimm) veröffentlicht SACDs, die mit 2+2+2 aufgenommen wurden. Der vdt (Verband deutscher Tonmeister e.V.) bietet Seminare zu diesem Thema an.